# Otomops formosus
Otomops formosus é uma espécie de morcego da família Molossidae. Endêmica da Indonésia, onde é encontrada somente na ilha de Java.